# Giorgio Lodron

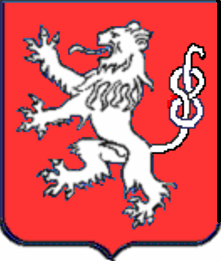
Stemma dei Lodron

Il conte Giorgio Lodron (Lodrone, 1400 – 1461) è stato un condottiero italiano.

## Biografia
Giorgio Lodron, figlio primogenito di Paride Lodron il “Grande” e Lucia Nogarola, nacque a Lodrone di Storo nel 1400. Sposò in prime nozze Zelmira Martinengo ed in seconde nozze Giovanna Avogadro. Proseguì con il fratello Pietro Lodron la politica espansionistica del padre dal quale ereditò Castel Lodrone, Castel Romano, la giurisdizione di Val Vestino ed altri numerosi feudi. Fu il capostipite dei Lodron del ramo di Castel Lodron.
Alleato della Repubblica di Venezia ricevette da questa, nel 1441, assieme al fratello Pietro, il feudo di Cimbergo, Bagolino e il villaggio di Muslone a Gargnano oltre ad altri beni di minor consistenza.
Nel 1452, Giorgio ed il fratello Pietro (circa 1400 + circa 1486), si unirono al corteo dell'imperatore Federico III, diretto a Roma. Per la fedeltà dimostrata, ottennero l'ambito diploma di Conti del Sacro Romano Impero ed il diritto a battere moneta.
Tra il 1452 e il 1457, Giorgio fu Vicario e Capitano delle Giudicarie per ordine del vescovo di Trento e fu il promotore della tentata riconquista del villaggio di Droane in Valvestino conteso al Comune di Tignale.
Giorgio Lodron, nel 1453, al comando di mille soldati mantovani e al servizio di Venezia, prese parte alla battaglia di Breno.
Nel febbraio 1456 Giorgio ed il fratello Pietro (circa 1400 - circa 1486), sobillati da Giorgio Hack, vescovo di Trento, con un colpo di mano s'impadroniscono dei castelli di Giovanni Castelbarco: il castello di Castelnuovo di Noarna, il castello di Castellano, il castello di Castelcorno ed il castello di Nomi. Come da accordi con il vescovo di Trento, i due fratelli Lodron tennero per sé i feudi di Castelnuovo e di Castellano, per i quali ricevettero investitura nell'aprile 1456 nel Castello del Buonconsiglio, consegnando al vescovo i feudi di Castelcorno e di Nomi; Castel Corno non rimase a lungo in potere del principe vescovo, nel 1499 fu infatti conquistato dai von Liechtenstein. 
Successivamente i due feudi lagarini assieme a Castel Romano nelle Giudicarie sono di proprietà del solo Pietro Lodron e poi dei suoi discendenti.
Giorgio Lodron morì nel 1461.